# Rasen-Birnmoos
Das Rasen-Birnmoos (Bryum caespiticium) ist ein Laubmoos aus der Familie der Bryaceae. 

## Merkmale
Das Rasen-Birnmoos ähnelt Bryum capillare, unterscheidet sich jedoch durch die Form der schmal lanzettlichen Blätter, die allmählich in eine scharfe Spitze auslaufen, die Seten, die rötlich gefärbt sind, und die glatten, etwa 10 bis 14 µm kleinen Sporen. Der Blattrand ist aus 2 bis 3 Zellen schwach und undeutlich gesäumt. Die Blattrippe ist oft rötlich. 

## Vorkommen
Bryum caespiticium ist ein kosmopolitisches Moos, das offene, oft basen- oder kalkreiche, sandig bis lehmige, frische bis feuchte, lichtreiche Standorte auf Erde besiedelt. Es ist ruderal an Wegrändern, auf Schutt, an Gewässerufern, in lückigen Wiesen und Weiden und auf übererdetem Gestein zu finden. Die pionierfreudige, konkurrenzschwache Art wird oft von Barbula unguiculata, Barbula convulata, Bryum argenteum, Bryum bicolor, Bryum pseudotriquetrum oder Dicranella varia begleitet. 

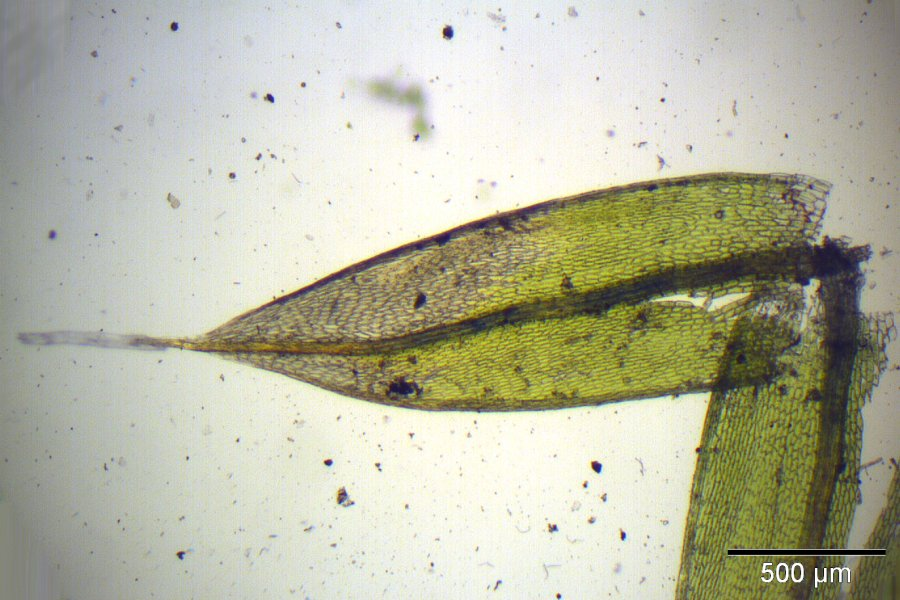
Blatt bei 40-facher Vergrößerung